# 32 TCN
Năm 32 TCN là một năm trong lịch Julius. 